# Szürke nedűgomba
A szürke nedűgomba (Gliophorus irrigatus) a csigagombafélék családjába tartozó, Európában és Észak-Amerikában honos, réteken, ligeterdőkben élő, nem ehető gombafaj.

## Megjelenése
A szürke nedűgomba kalapja 1–4 cm széles; eleinte domború, majd széles domborúan kiterül, közepén széles púp lehet. Felszíne csupasz, erősen nyálkás. Színe egészen fiatalon majdnem fekete, később sötét szürkésbarna. Széle eleinte halványabb (majdnem kékes), idősen áttetszően bordázott.
Húsa vékony, szürkés színű. Szaga és íze nem jellegzetes. 
Kissé ritkás lemezei szélesen, néha foggal tönkhöz nőttek; a féllemezek gyakoriak. Fiatalon majdnem fehéresek, később halványszürkék.
Tönkje 2–4 cm magas és 0,1–0,4 cm vastag.a Lakja egyenletesen hengeres. Felszíne csupasz, nyálkás. Színe szürkésbarnás, a kalapnál halványabb. 
Spórapora fehér. Spórája ellipszis alakú, sima, inamiloid, mérete 5–7 x 3–5 µm.

### Hasonló fajok
Erősen nyálkás felszíne és szürkésbarna színe alapján jól elkülöníthető. 

## Elterjedése és termőhelye
Európában és Észak-Amerikában honos.
Réteken, legelőkön, ligetekben, nyílt erdőkben található meg. Korábban szaprotrófnak gondolták, újabban feltételezik, hogy mohákkal él szimbiózisban. Szeptembertől novemberig terem.

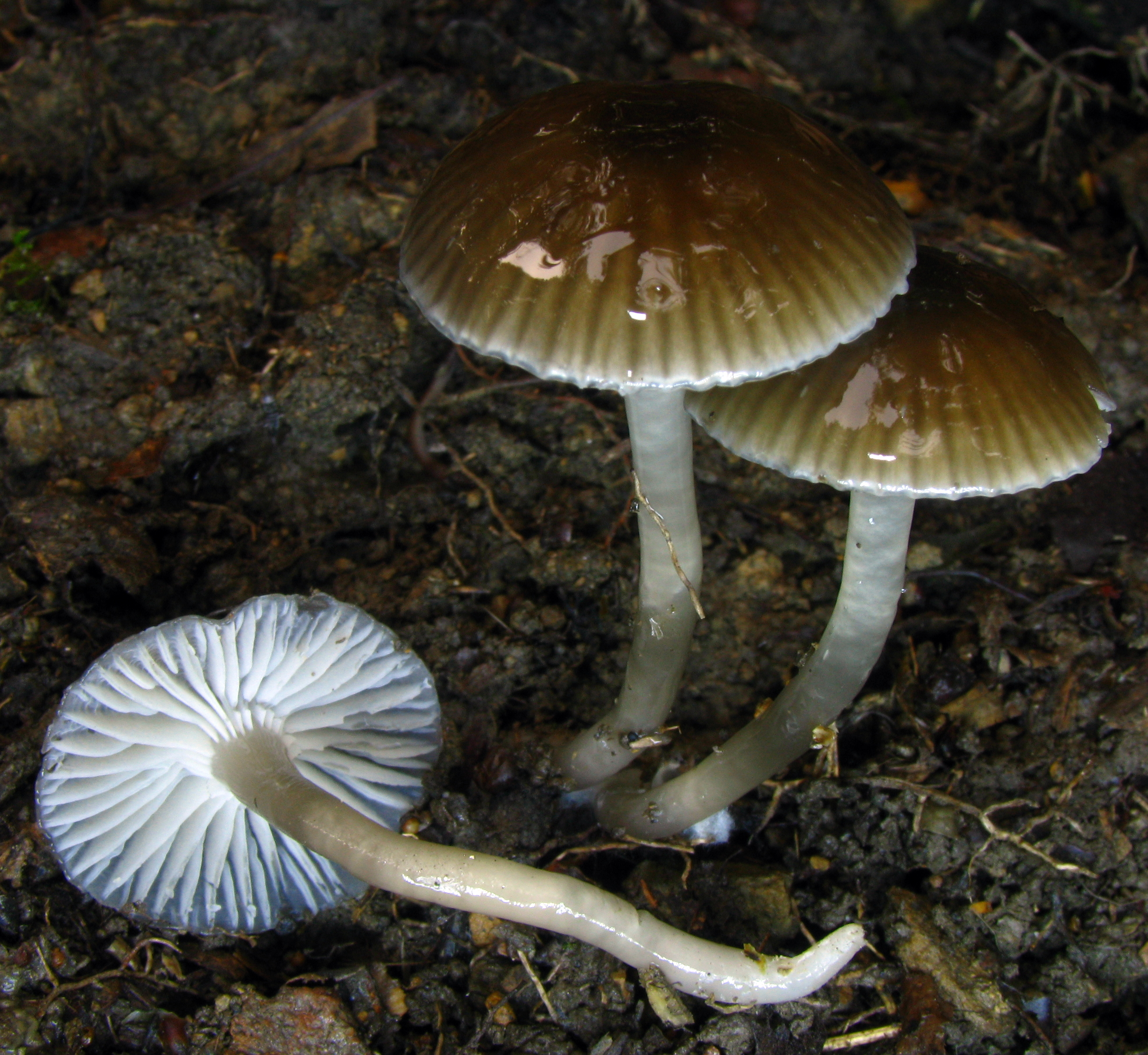
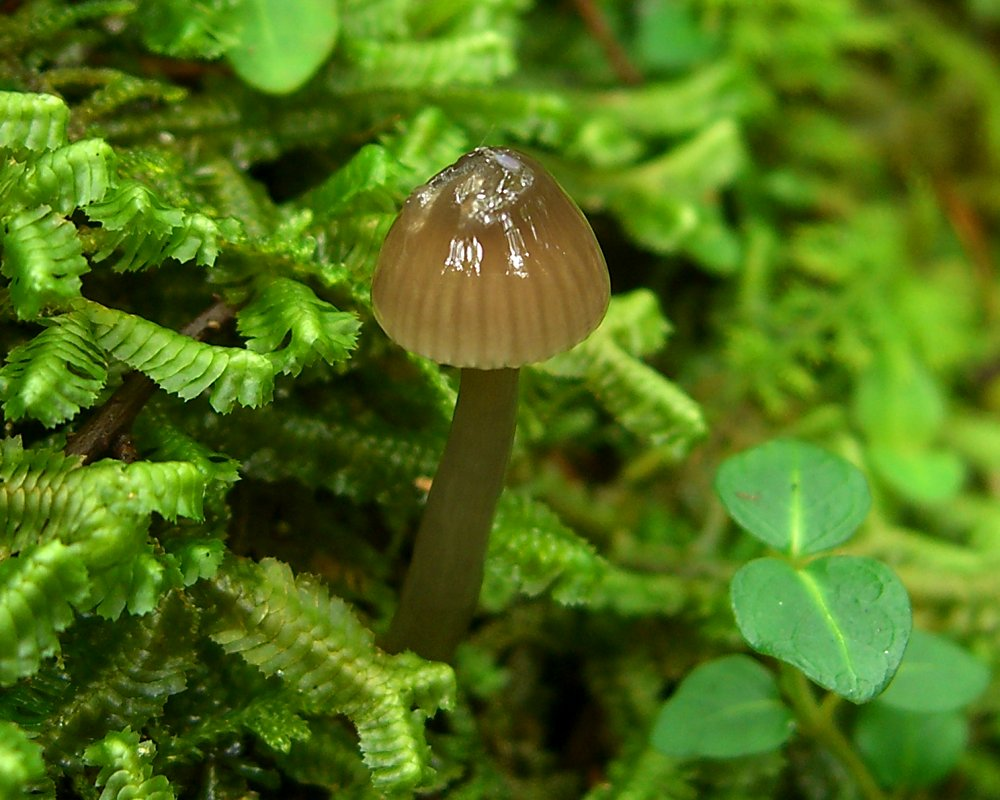
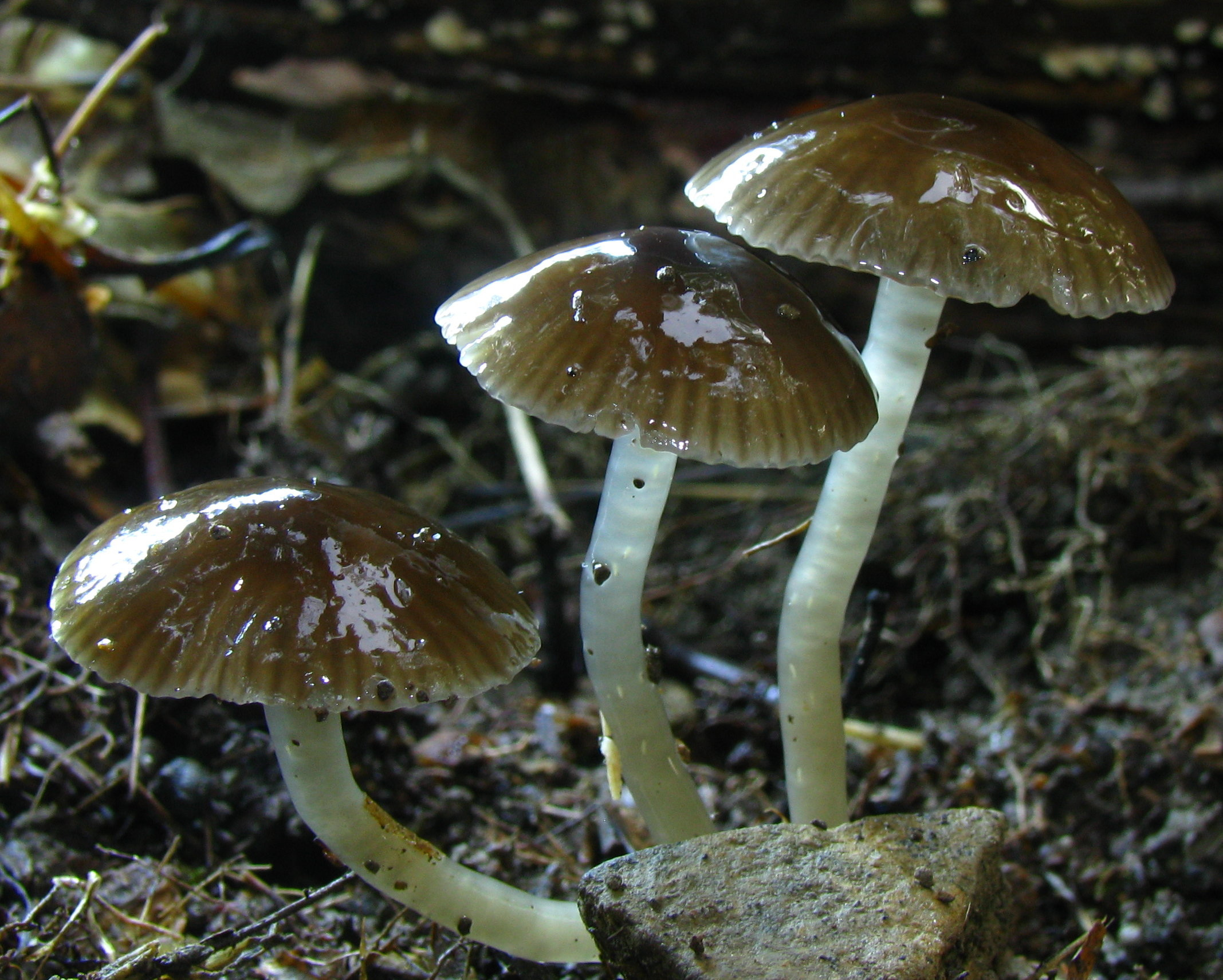
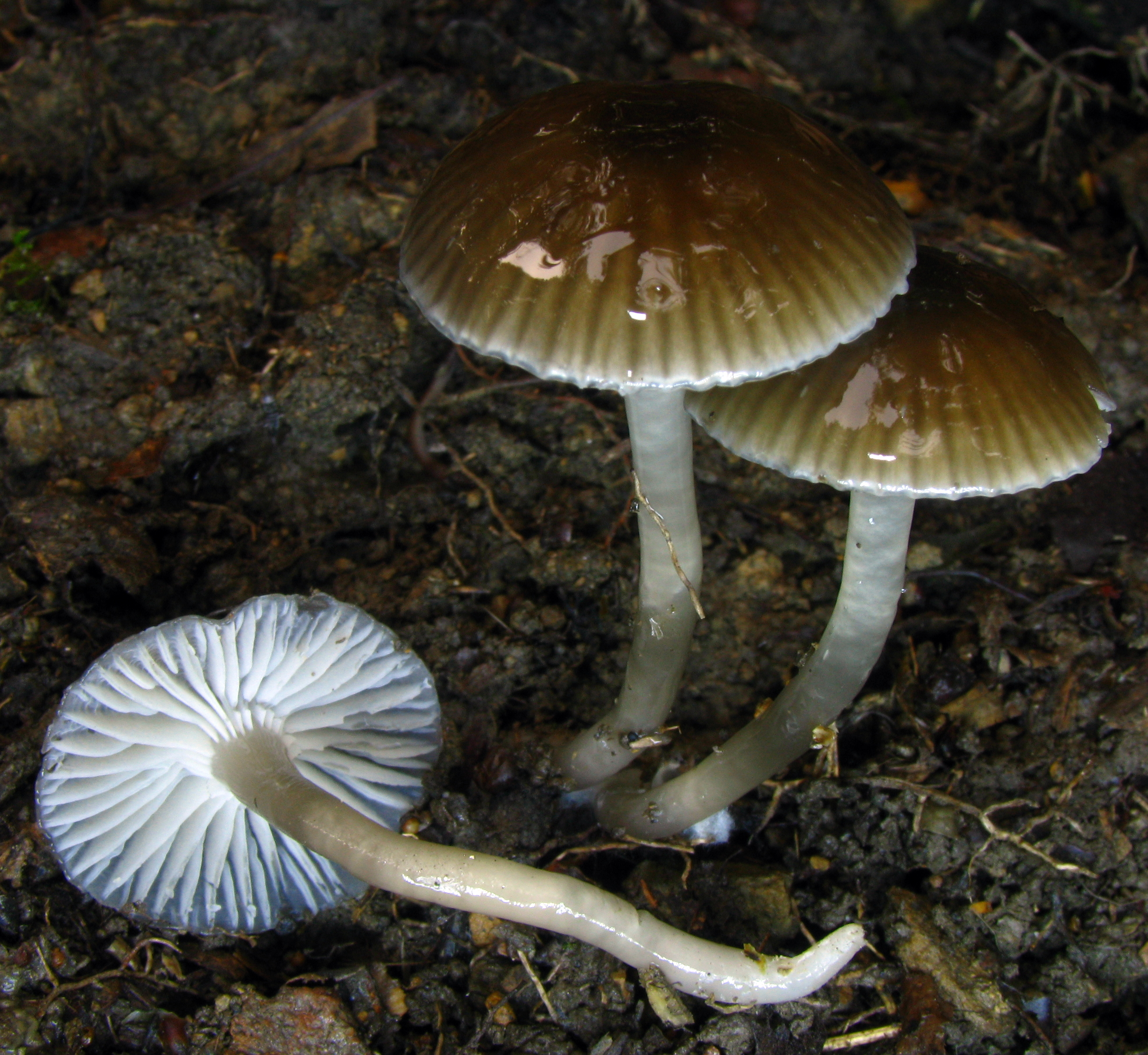
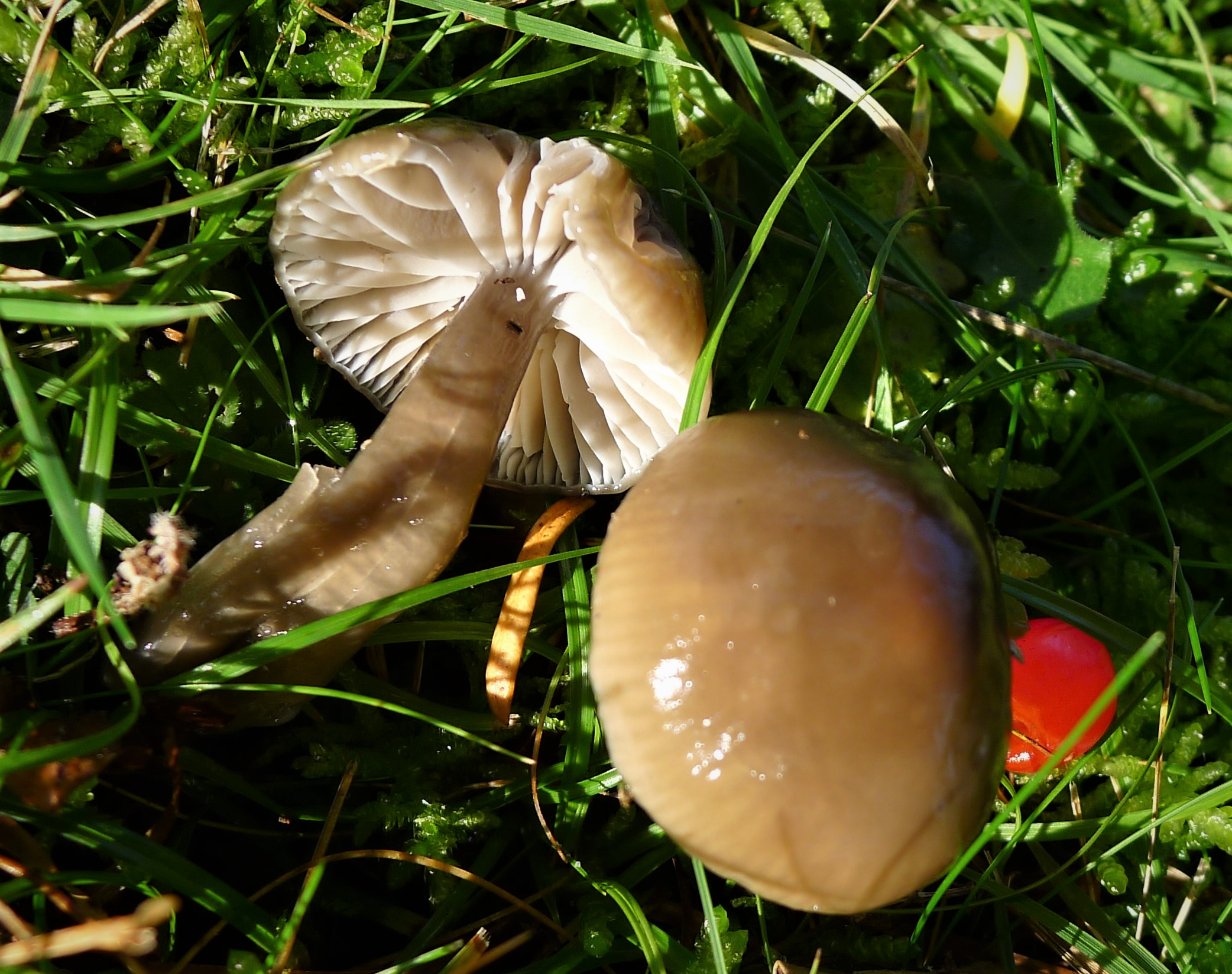

Nem ehető.